# Аббасова, Банош Джафаргулу кызы
Банош Джафаргулу кызы Аббасова (азерб. Banoş Cəfərqulu qızı Abbasova; 1 февраля 1918 года, Хок, Нахичеванский уезд — 22 января 1995 года, там же, Шарурский район) — советский азербайджанский табаковод, Герой Социалистического Труда (1949).

## Биография
Родилась 1 февраля 1918 года в селе Хок Нахичеванского уезда Эриванской губернии (ныне Кенгерлинский район Нахичеванской АР Азербайджана).
Колхозница, звеньевая колхоза имени Азизбекова, с 1971 года — рабочая совхоза имени Азизбекова Ильичевского района Нахичеванской АССР. В 1948 году получила урожай табака сорта «Тык-кулак» 25,6 центнеров с гектара на площади 3,5 гектара.
Указом Президиума Верховного Совета СССР от 1 июля 1949 года за получение высоких урожаев табака Аббасовой Банош Джафаргулу кызы присвоено звание Героя Социалистического Труда с вручением ордена Ленина и золотой медали «Серп и Молот».
С 1974 года — пенсионер союзного значения.
Скончалась 22 января 1995 года в селе Хок Шарурского района.